# Forsythe Racing
Forsythe Racing is een Amerikaans raceteam dat deelnam aan het Champ Car kampioenschap. Het werd in 1983 opgericht door Gerald Forsythe. In 1994 werd Barry Green mede-eigenaar van het team en veranderde de naam in Forsythe-Green Racing. Een jaar later verliet Green het team en richtte het Team Green op, het latere Andretti Green Racing. In 2008 werd het team gefuseerd met het RuSPORT team van Dan Pettit en werd de naam veranderd in Forsythe-Petitt Racing. Bedoeling was om uit te komen in het Champ Car kampioenschap van 2008, maar dat kampioenschap kwam er nooit na het faillissement van dat kampioenschap en de hereniging met de Indy Racing League, waar het team niet naar overstapte, in tegenstelling tot de meeste andere teams die tot dan in de Champ Car series reden.

## Champ Car
In 1983 won de Italiaan Teo Fabi vier races met het team en werd vice-kampioen dat jaar. In 2003 won het team met rijder Paul Tracy het Champ Car kampioenschap. Tracy reed vanaf 2003 tot het einde van de Champ Car series in 2007 voor het team en won twaalf races met hen. Jacques Villeneuve reed in 1994 zijn eerste Champ Car seizoen voor het team voordat hij in 1995 overstapte naar Team Green en daar het kampioenschap won. Greg Moore reed vanaf 1996 vier jaar voor het team en won vijf races. Hij zou in 2000 overstappen naar Penske Racing, maar tijdens de laatste race van het seizoen van 1999 en zijn laatste race voor Forsythe Racing kwam hij om het leven. Het team won in totaal 37 races in de Champ Car series en won één titel.
Kampioenschapstitels
- 2003  Paul Tracy